# دیوید بلانت (بازیکن فوتبال)
دیوید بلانت (انگلیسی: David Blunt؛ زادهٔ ۲۹ آوریل ۱۹۴۹) بازیکن فوتبال است.
از باشگاه‌هایی که در آن بازی کرده‌است می‌توان به باشگاه فوتبال چستر اشاره کرد.